# ميمو رودريغيز
ميمو رودريغيز (بالإنجليزية: Memo Rodríguez)‏ هو لاعب كرة قدم أمريكي في مركز الوسط، ولد في 27 ديسمبر 1995 في وارتون في الولايات المتحدة. لعب مع تشارلستون بيتري وهيوستن دينامو.

## وصلات خارجية
- ميمو رودريغيز على موقع الدوري الأمريكي (الإنجليزية)
- ميمو رودريغيز على موقع قاعدة بيانات كرة القدم.إي يو (الإنجليزية)
- ميمو رودريغيز على موقع Soccerway.com (الإنجليزية)